# مرگ فروشنده (فیلم ۱۹۹۶)
مرگ فروشنده (انگلیسی: Death of a Salesman) یک فیلم تلویزیونی است که در سال ۱۹۹۶ منتشر شد و اقتباسی از نمایشنامه آرتور میلر به همین نام است. از بازیگران آن می‌توان به وارن میچل، رزماری هریس، ایان گلن، و اوون تیال اشاره کرد.